# Microscopía óptica de barrido de campo cercano

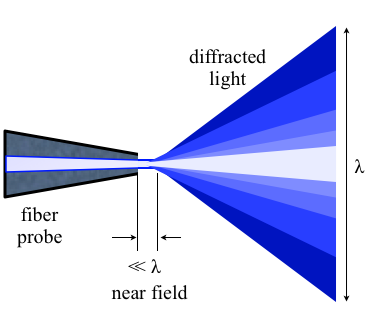
Diagrama que ilustra la óptica de campo cercano, con la difracción de la luz proveniente de la sonda de fibra NSOM, que muestra la longitud de onda de la luz y el campo cercano.

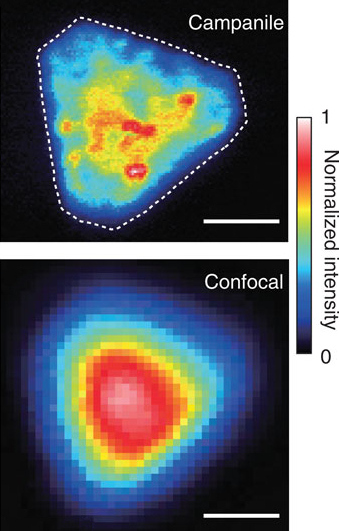
Comparación de los mapas de fotoluminiscencia registrados a partir de una escama de disulfuro de molibdeno utilizando NSOM con una sonda de Campanile (arriba) y microscopía confocal convencional (abajo). Barras de escala: 1 μm.

La microscopía óptica de barrido de campo cercano ( NSOM / SNOM ) es una técnica de microscopía para la investigación de nanoestructuras que rompe el límite de resolución de campo lejano al explotar las propiedades de las ondas evanescentes. En SNOM, la luz del láser de excitación se enfoca a través de una abertura con un diámetro más pequeño que la longitud de onda de excitación, lo que resulta en un campo evanescente (o campo cercano) en el lado más alejado de la abertura.  Cuando la muestra se escanea a una pequeña distancia por debajo de la abertura, la resolución óptica de la luz transmitida o reflejada está limitada solo por el diámetro de la abertura. En particular, la resolución lateral de 20 nm y resolución vertical de 2–5 nm se han demostrado.
Al igual que en la microscopía óptica, el mecanismo de contraste se puede adaptar fácilmente para estudiar diferentes propiedades, como el índice de refracción , la estructura química y el estrés local. Las propiedades dinámicas también pueden estudiarse en una escala de sublongitud de onda utilizando esta técnica. 
NSOM/SNOM es una forma de microscopía de sonda de barrido. 

## Historia
A Edward Hutchinson Synge se le da crédito por concebir y desarrollar la idea de un instrumento de imagen que pueda captar imágenes mediante la excitación y la recopilación de difracción en el campo cercano. Su idea original, propuesta en 1928, se basaba en el uso de una luz intensa casi plana de un arco bajo presión detrás de una película metálica opaca y delgada con un pequeño orificio de aproximadamente 100 nm.  El orificio debía permanecer dentro de los 100 nm de la superficie, y la información se recopilaría mediante escaneo punto por punto.  Él previó que la iluminación y el movimiento del detector fueran las mayores dificultades técnicas. John A. O'Keefe también desarrolló teorías similares en 1956. Pensó que el movimiento del agujero de alfiler o del detector cuando está tan cerca de la muestra sería el problema más probable que podría impedir la realización de dicho instrumento.  Fueron Ash y Nicholls quienes, en 1972, rompieron el límite de difracción del Abbe utilizando radiación con una longitud de onda de 3 cm. Una retícula de líneas se resolvió con una resolución de λ 0/60. Una década más tarde, una patente sobre un microscopio óptico de campo cercano fue presentada por Pohl, seguida en 1984 por el primer documento que usaba radiación visible para la exploración de campo cercano. El microscopio óptico de campo cercano (NFO, por sus siglas en inglés) involucró una apertura de longitud de onda de onda en el vértice de una punta transparente con punta aguda recubierta de metal y un mecanismo de retroalimentación para mantener una distancia constante de unos pocos nanómetros entre la muestra y la sonda. Lewis et al. también eran conscientes del potencial de un microscopio NFO en este momento.  Ellos reportaron los primeros resultados en 1986 confirmando la superresolución. En ambos experimentos, detalles por debajo de 50 nm (aproximadamente λ 0/10) de tamaño podrían ser reconocidos.

## Teoría
De acuerdo con la teoría de la formación de imágenes de Abbe, desarrollada en 1873, la capacidad de resolución de un componente óptico está limitada en última instancia por la expansión de cada punto de imagen debido a la difracción. A menos que la apertura del componente óptico sea lo suficientemente grande para recoger toda la luz difractada, los aspectos más finos de la imagen no se corresponderán exactamente con el objeto. La resolución mínima (d) para el componente óptico está, por lo tanto, limitada por su tamaño de apertura y expresada por el criterio de Rayleigh: 
{\displaystyle d=0.61{\frac {\lambda _{0}}{N\!A}}\;\!}
Aquí, λ 0 es la longitud de onda en el vacío; NA es la apertura numérica para el componente óptico (máximo 1.3–1.4 para objetivos modernos con un factor de aumento muy alto). Por lo tanto, el límite de resolución es generalmente alrededor de λ 0/2 para la microscopía óptica convencional.
Este tratamiento solo asume la luz difractada en el campo lejano que se propaga sin ninguna restricción. NSOM utiliza campos evanescentes o no propagadores que existen solo cerca de la superficie del objeto. Estos campos llevan la información espacial de alta frecuencia sobre el objeto y tienen intensidades que descienden exponencialmente con la distancia del objeto. Debido a esto, el detector debe colocarse muy cerca de la muestra en la zona de campo cercano, generalmente unos pocos nanómetros. Como resultado, la microscopía de campo cercano sigue siendo principalmente una técnica de inspección de superficie.  Luego, el detector se rastrea a través de la muestra utilizando una etapa piezoeléctrica. El escaneo puede realizarse a una altura constante o con una altura regulada mediante un mecanismo de retroalimentación.

## Modos de operación

### Apertura y operación sin aperturas

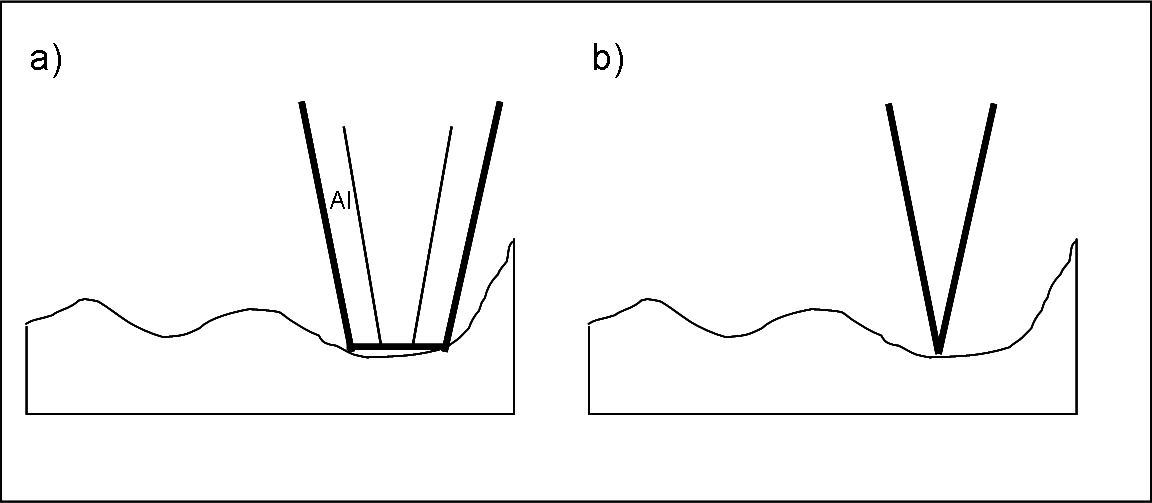
Esquema de a) punta típica recubierta de metal, y b) punta afilada sin recubrimiento.

Existe NSOM que puede operarse en el llamado modo de apertura y NSOM para operar en un modo sin apertura.  Como se ilustra, las puntas utilizadas en el modo sin aperturas son muy afiladas y no tienen un revestimiento metálico. 

Si bien hay muchos problemas relacionados con las puntas con aberturas (calentamiento, artefactos, contraste, sensibilidad, topología e interferencias entre otros), el modo de apertura sigue siendo más popular. Esto se debe principalmente a que el modo sin aperturas es aún más complejo de configurar y operar, y tampoco se comprende.  Hay cinco modos principales de operación NSOM con aberturas y cuatro modos principales de operación NSOM sin apertura. Los principales están ilustrados en la siguiente figura. 

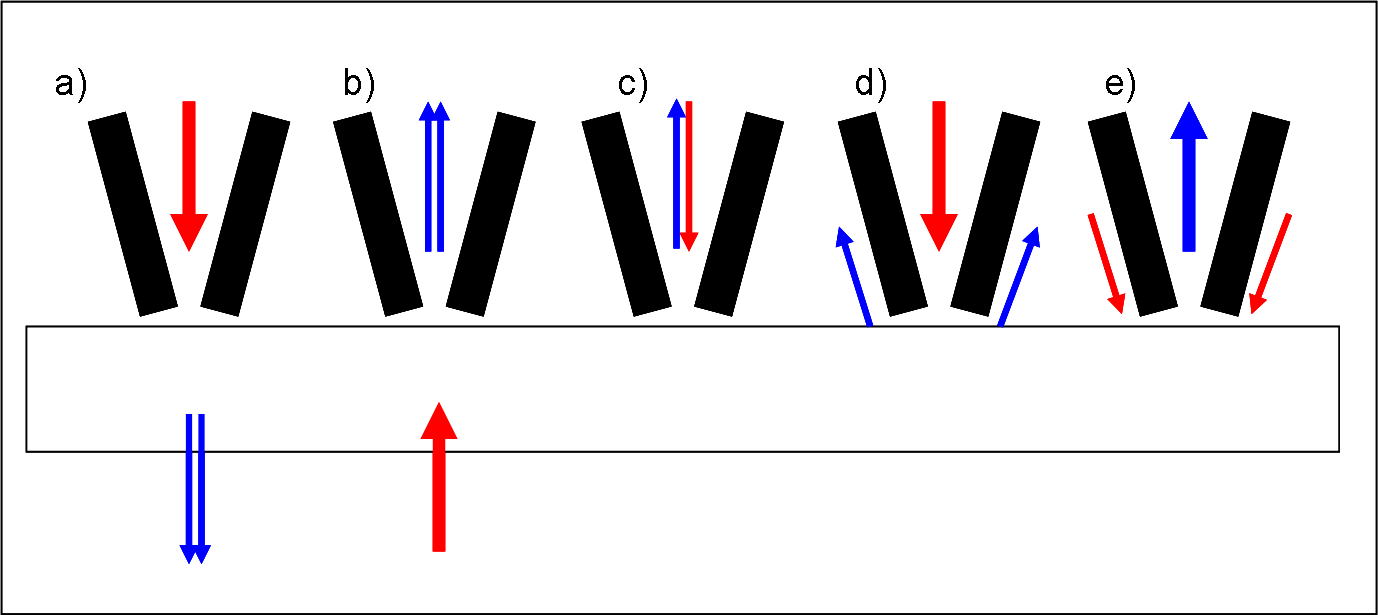
Modos de operación en aberturas: a) iluminación, b) colección, c) colección de iluminación, d) reflexión y e) colección de reflexión.

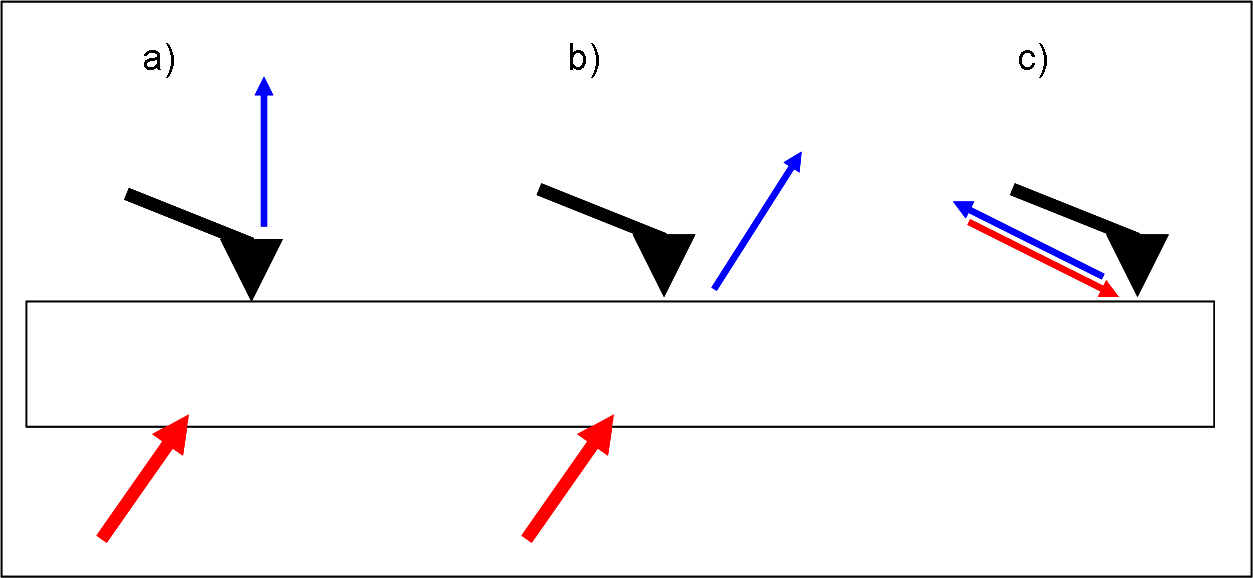
Modos de operación sin aperturas: a) tunelización de fotones (PSTM) mediante una punta transparente afilada, b) PSTM mediante una punta opaca aguda sobre una superficie lisa, yc) escaneo microscópico sin aperturas sin interferómetro con doble modulación.

Algunos tipos de operación NSOM utilizan una sonda Campanile, que tiene una forma de pirámide cuadrada con dos facetas recubiertas con un metal. Tal sonda tiene una alta eficiencia de recolección de señal (> 90%) y no tiene corte de frecuencia. Otra alternativa son los esquemas de "punta activa", donde la punta está funcionalizada con fuentes de luz activas como un tinte fluorescente o incluso un diodo emisor de luz que permite la excitación por fluorescencia.

### Mecanismos de retroalimentación
Los mecanismos de retroalimentación se usan generalmente para lograr imágenes de alta resolución y sin artefactos, ya que la punta debe colocarse dentro de unos pocos nanómetros de las superficies.  Algunos de estos mecanismos son: 
- Realimentación de fuerza constante: este modo es muy similar al mecanismo de realimentación utilizado en la microscopía de fuerza atómica (AFM). Los experimentos se pueden realizar en contacto, contacto intermitente y modos sin contacto.
- Respuesta de la fuerza de corte: en este modo, una horquilla de sintonía se monta junto a la punta y se hace oscilar a su frecuencia de resonancia. La amplitud está estrechamente relacionada con la distancia entre la punta y la superficie, y por lo tanto se utiliza como un mecanismo de retroalimentación.[16]

### Contraste
Es posible aprovechar las diversas técnicas de contraste disponibles para la microscopía óptica a través de NSOM pero con una resolución mucho mayor. Al utilizar el cambio en la polarización de la luz o la intensidad de la luz en función de la longitud de onda incidente, es posible utilizar técnicas de mejora del contraste tales como tinción, fluorescencia, contraste de fase y contraste de interferencia diferencial. También es posible proporcionar contraste utilizando el cambio en el índice de refracción, la reflectividad, el estrés local y las propiedades magnéticas, entre otros.

## Instrumentación y configuración estándar

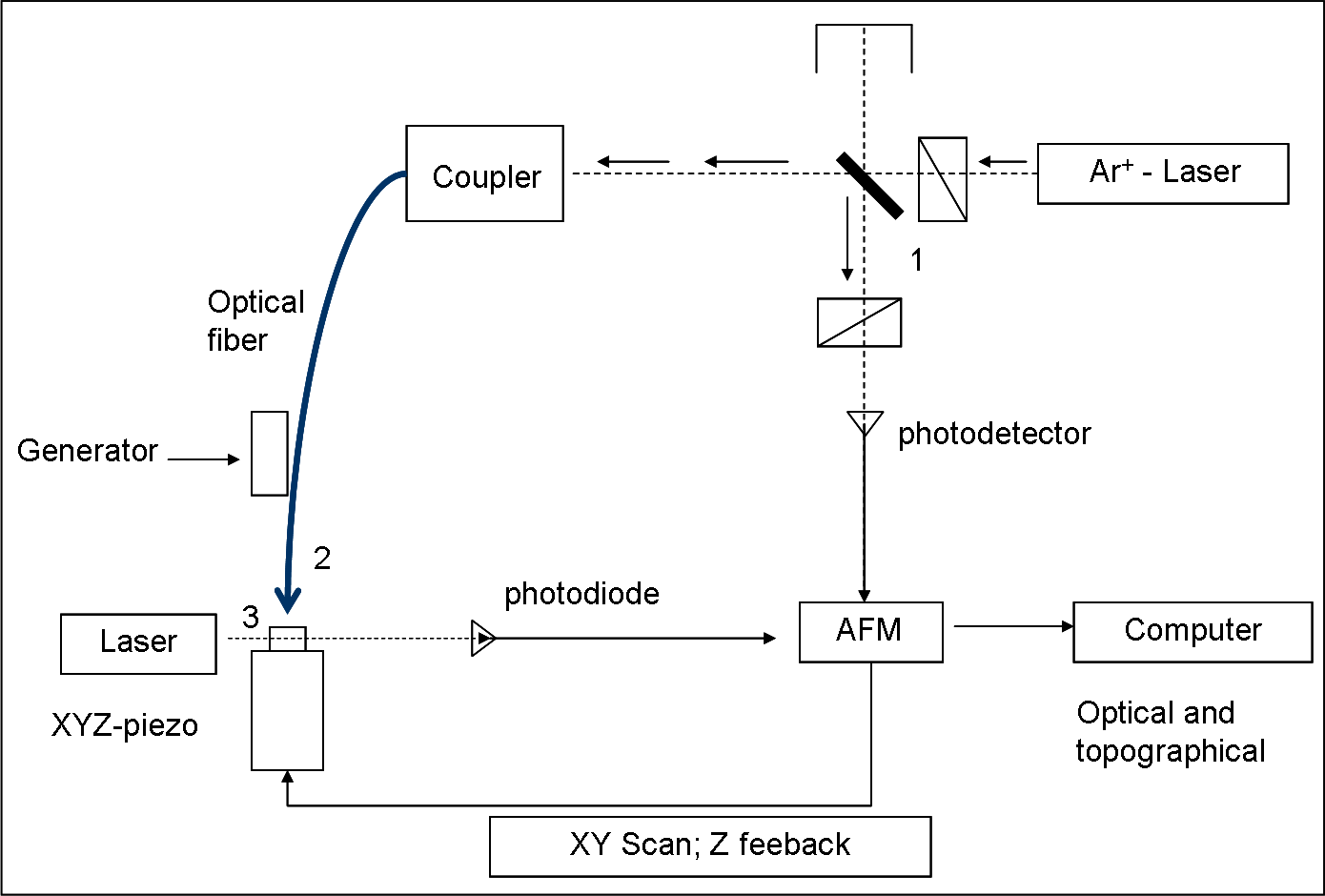
Diagrama de bloques de una configuración NSOM de reflexión hacia atrás a la fibra sin aberturas con control de distancia de fuerza de corte y polarización cruzada; 1: divisor de haz y polarizadores cruzados; 2: arreglo de fuerza de corte; 3: muestra de montaje en un escenario piezoeléctrico.

Los componentes principales de una configuración NSOM son la fuente de luz, el mecanismo de retroalimentación, la punta de exploración, el detector y la etapa de muestra piezoeléctrica. La fuente de luz suele ser un láser enfocado en una fibra óptica a través de un polarizador, un divisor de haz y un acoplador. El polarizador y el divisor de haz servirían para eliminar la luz dispersa de la luz reflejada que regresa. La punta de escaneo, dependiendo del modo de operación, generalmente es una fibra óptica estirada o estirada cubierta con metal, excepto en la punta o simplemente en un voladizo AFM estándar con un orificio en el centro de la punta piramidal.  Se pueden usar detectores ópticos estándar, como fotodiodo de avalancha , tubo fotomultiplicador (PMT) o CCD. Las técnicas NSOM altamente especializadas, Raman NSOM, por ejemplo, tienen requisitos de detectores mucho más estrictos.

## Espectroscopia de campo cercano
Como su nombre lo indica, la información se recopila por medios espectroscópicos en lugar de imágenes en el régimen de campo cercano. A través de la espectroscopia de campo cercano (NFS), uno puede sondear espectroscópicamente con resolución de sublongitud de onda.  Raman SNOM y la fluorescencia SNOM son dos de las técnicas NFS más populares, ya que permiten la identificación de características de tamaño nanométrico con contraste químico. Algunas de las técnicas espectroscópicas de campo cercano comunes son: 
- Raman NSOM local directo: Aperture Raman NSOM está limitado por puntas muy calientes y contundentes, y por largos tiempos de recolección. Sin embargo, NSOM sin aperturas se puede utilizar para lograr factores de alta eficiencia de dispersión Raman (alrededor de 40). Los artefactos topológicos hacen que sea difícil implementar esta técnica para superficies rugosas.
- La espectroscopia Raman mejorada en la punta (TERS) es una derivación de la espectroscopia Raman mejorada en la superficie (SERS). Esta técnica se puede utilizar en una configuración NSOM de fuerza de corte sin aberturas, o utilizando una punta de AFM recubierta con oro o plata. La señal Raman se encuentra significativamente mejorada bajo la punta del AFM. Esta técnica se ha utilizado para dar variaciones locales en los espectros de Raman bajo un nanotubo de pared simple. Se debe utilizar un espectrómetro optoacústico altamente sensible para la detección de la señal Raman.
- Fluorescencia NSOM: esta técnica altamente popular y sensible hace uso de la fluorescencia para imágenes de campo cercano, y es especialmente adecuada para aplicaciones biológicas. La técnica de elección aquí es la apertura sin apertura a la emisión de fibra en modo de fuerza de corte constante. Esta técnica utiliza tintes a base de merocianina incrustados en una resina apropiada. Los filtros de borde se utilizan para eliminar toda la luz láser primaria. Resolución tan baja como 10 nm se puede lograr usando esta técnica.
- Espectrometría infrarroja de campo cercano y microscopía dieléctrica de campo cercano:[17] se pueden usar sondas de campo cercano para combinar la microscopía submicrónica con la espectroscopia IR localizada.[22]
- nano-FTIR:[23] es una espectroscopía de nanoescala de banda ancha que utiliza iluminación de banda ancha y detección de FTIR para obtener un espectro infrarrojo completo en cada ubicación espacial. Sensibilidad a un único complejo molecular y resolución a nanoescala de hasta 10 nm se ha demostrado con nano-FTIR.[24]

## Artefactos
NSOM podría ser vulnerable a artefactos que no son del modo de contraste deseado. La raíz más común para los artefactos en NSOM es la rotura de la punta durante el escaneo, el contraste rayado, el contraste óptico desplazado, la concentración local de luz de campo lejano y los artefactos topográficos. 
En el NSOM sin aberturas, también conocido como SNOM de tipo dispersión o s-SNOM, muchos de estos artefactos se eliminan o pueden evitarse mediante la aplicación de la técnica adecuada.

## Limitaciones
- Muy baja distancia de trabajo y muy poca profundidad de campo.
- Normalmente limitado a estudios de superficie, sin embargo, se puede aplicar para investigaciones subsuperficiales dentro de la profundidad de campo correspondiente.
- En el modo de fuerza de corte y otras operaciones de contacto no son propicias para el estudio de materiales blandos.
- Tiempos de escaneo largos para áreas de muestra grandes para imágenes de alta resolución.